# Адильбеков, Жотабай
Жотабай Адильбеков (1886 год, аул Сузак, Туркестанский край, Российская империя — 1972 год) — колхозник, табунщик, Герой Социалистического Труда (1948).

## Биография
Родился в 1886 году в ауле Сузак.
С раннего детства работал батраком. С 1931 года скотник в заготовительном хозяйстве «Заготскот», в 1938—1957 гг. табунщик в колхозе «Кайнар», затем в колхозе «Сузак» Сузакского района Южно-Казахстанской области. В 1961 году вышел на пенсию.
В 1947 году вырастил 119 жеребят от 119 конематок. Указом Президиума Верховного Совета СССР от 23 июля 1948 года удостоен звания Героя Социалистического Труда с вручением ордена Ленина и золотой медали «Серп и Молот».